# 角研一郎
角 研一郎（すみ けんいちろう、1976年12月8日 - ）は、日本の男性声優・舞台俳優。現在はフリー。東京都出身。

## 人物
以前はB-Box、AIR AGENCYに所属していた。
2018年8月、東京都立川市にリラクゼーションサロンRelax me（リラックス ミー）を開業。
特技は笑顔、子供とすぐ仲良くなれる。趣味は洋服を買いに行く、料理、カバン集め。

## 出演作品

### テレビアニメ
2007年
- おおきく振りかぶって（水谷文貴）

2008年
- ヒャッコ（秋山）

2009年
- DARKER THAN BLACK -流星の双子-（エージェント）

2010年
- おおきく振りかぶって 〜夏の大会編〜（水谷文貴）
- 爆丸バトルブローラーズ ニューヴェストロイア（PVの声）

2011年
- ちはやふる（男子生徒）

### OVA
2011年
- 合体ロボット アトランジャー（桐山康平）

### ゲーム
2007年
- おおきく振りかぶって ホントのエースになれるかも（水谷文貴）

### 実写
- イベントDVD おおきく振りかぶって 〜オレらの夏は終わらない〜

### 舞台
2002年
- nocturne〜五線譜の木の下の玉手箱〜
- 石井節子のパッとしない一日

2005年
- じゃあ、いっそチュッパチャップス

2006年
- 100万ドルは誰のもの!?
- 許しつづける女たち

2007年
- にねんいちくみ保護者会

2008年
- 嵐になるまで待って

2009年
- スペーストラベラーズ
- Birthday〜それは人が優しくも、残酷にも、何色にも、なる日〜
- 岸田國士短編集

### ドラマCD
- In Straight fact（永樹望）
- Drama CD 薔薇嬢のキス〜rose1〜（男子生徒）

### BLCD
- 美貌の挑発（緒方智久）